# Amata cuprizonata
Amata cuprizonata är en fjärilsart som beskrevs av George Francis Hampson 1901. Amata cuprizonata ingår i släktet Amata och familjen björnspinnare. Inga underarter finns listade i Catalogue of Life.